# Alexei Petrowitsch Malzew

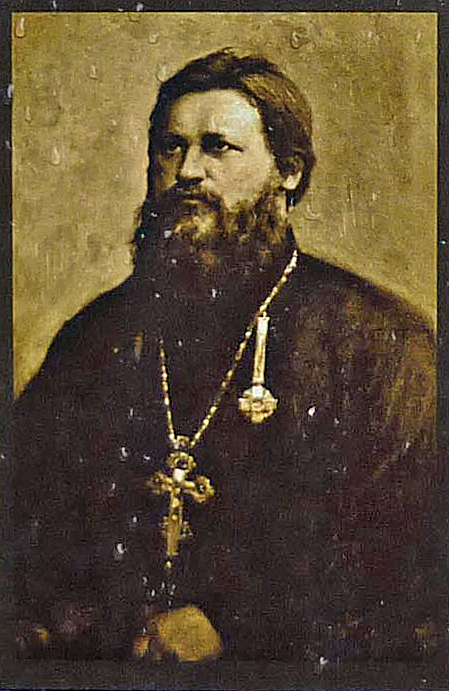
Alexei Petrowitsch Malzew

Alexei Petrowitsch Malzew (russisch Алексей Петрович Мальцев; in der deutschsprachigen Literatur meist Alexej Maltzew, auch: Alexios von Maltzew; * 14.jul. / 26. März 1854greg. im Gouvernement Jaroslawl; † * 15.jul. / 28. April 1915greg. in Kislowodsk) war ein russisch-orthodoxer Erzpriester, Theologe, Übersetzer und der Gründer der Bruderschaft des heiligen Fürsten Wladimir.

## Herkunft und Bildung
Alexei Malzew entstammte der Familie eines Priesters im Gouvernement Jaroslawl des Russischen Reichs.
Er studierte Theologie am Geistlichen Seminar in Jaroslawl und der Geistlichen Akademie in Sankt Petersburg. 1878 wurde er Magister der Theologie (Dr. theol.). 1882 wurde er zum Priester geweiht. Er unterrichtete Philosophie, Psychologie und Pädagogik am Petersburger Geistlichen Seminar und in mehreren Mädchengymnasien in Sankt Petersburg. 1886 wurde er zum Erzpriester erhoben und zum Vorsteher der russischen Botschaftskirche des heiligen Wladimir in Berlin ernannt.

## Tätigkeit in Deutschland
Malzew erkannte von Beginn seiner Amtszeit in Berlin an die Not russischer Staatsbürger, die sich nach gescheiterten Auswanderungsversuchen nach Amerika mittellos in verschiedenen Städten des Deutschen Reiches wiederfanden, und bemühte sich noch 1886 um die Gründung eines Wohltätigkeitsvereins. 1888 wurde die von ihm entworfene Satzung der wohltätigen orthodoxen Bruderschaft des heiligen Fürsten Wladimir von den kirchlichen Behörden und dem russischen Außenministerium genehmigt. Die Gründungsversammlung der Bruderschaft fand am 10. April 1890 in der russischen Botschaft in Berlin statt. Die Bruderschaft legte 1892 in Dalldorf bei Tegel einen orthodoxen Friedhof mit Kapelle an und errichtete gegenüber 1895 das Kaiser-Alexander-Heim, ein Hospiz mit Werkstätten, Gärtnerei und Druckerei, wo in Not Geratene durch Arbeit Geld für ihre Rückreise ins Russische Reich verdienen konnten. Unter Malzews Federführung erbaute die Bruderschaft russische Kirchen in Bad Homburg vor der Höhe (1899), Bad Kissingen (1901), Görbersdorf in Schlesien (1901), Hamburg (1901/02), Bad Nauheim (1908), Bad Brückenau (1908), Bad Wildungen (1912) und Danzig (1913). Malzew leitete faktisch die Bruderschaft, wenngleich er formell lediglich ihr Schatzmeister bzw. später Schriftführer war.
Bekannt wurde Malzew indes vor allem als Theologe und Übersetzer. Seine Übersetzungen russischer liturgischer Bücher ins Deutsche bilden bis heute die Grundlage für orthodoxe Gottesdienste in deutscher Sprache. In den Jahren 1890 bis 1904 brachte er folgende Übersetzungen heraus: «Die göttlichen Liturgien», «Liturgien der Orthodox-Katholischen Kirche», «Liturgikon», «Die Nachtwache», «Andachtsbuch», «Bitt-, Dank- und weihe-Gottesdienste», «Begräbnis-Ritus und einige spezielle und alterthümliche Gottesdienste», «Die Sacramente», «Fasten- und Blumen-Triodion», «Menologion der Orthodox-Katholischen Kirche», «Oktoechos… der Orthodox-Katholischen Kirche des Morgenlandes», «Der Große Büß-Kanon».
Als Theologe nahm Malzew an vielen internationalen Kongressen teil und führte einen umfangreichen Schriftverkehr mit Vertretern anderer christlicher Konfessionen. Er hoffte auf eine Annäherung zwischen der Orthodoxen Kirche und den christlichen Gemeinschaften, die die Apostolische Sukzession bewahrt hatten.
Unter Malzew gab seine Bruderschaft mehrere Bücher und Zeitschriften heraus, insbesondere Nachschlagewerke über russische und orthodoxe Einrichtungen im Ausland (1906 und 1911) sowie die Zeitschrift „Zerkownaja Prawda“ (Die kirchliche Wahrheit) (1913–1914).
Für sein Lebenswerk wurde Malzew vielfach geehrt. Er war Mitglied der Geistlichen Akademie Sankt Petersburg und ihrer Schwesterorganisationen in Moskau und Kasan, der Kaiserlichen Orthodoxen Palästina-Gesellschaft, der Gesellschaft der vereinigten orthodoxen Bruderschaften von New York, der Archäologischen Gesellschaft Athen, der Königlich-Serbischen Gesellschaft des heiligen Sawwa und anderer. 1898 wurde er in den erblichen Adelsstand erhoben. Er genoss großen Respekt in den kirchlichen Kreisen. Ab 1906 nahm er in Sankt Petersburg an der Arbeit zur Vorbereitung eines gesamtrussischen Kirchenkonzils teil. 1907 sollte er zum orthodoxen Bischof von Nordamerika ernannt werden, jedoch lehnte er dies ab, um weiterhin im Rahmen der Bruderschaft in Deutschland wirken zu können. Insbesondere wollte er eine russisch-orthodoxe Kathedrale in Berlin errichten. Nach Ausbruch des Ersten Weltkrieges wurde Malzew am 3. August 1914 mit allen russischen Diplomaten aus Deutschland ausgewiesen und kehrte über Skandinavien nach Russland zurück.
In Moskau hoffte er zumindest seine publizistische Tätigkeit weiterführen zu können. Infolge seiner sich verschlechternden Diabeteskrankheit begab er sich jedoch nach dem Kurort Kislowodsk, wo er am 15. (28.) April 1915 verstarb. Er wurde auf dem Nikolaus-Friedhof beim Alexander-Newski-Kloster in Petrograd beigesetzt. Sein 2000 wiederentdecktes Grab wird von der weiterhin bestehenden Bruderschaft des heiligen Fürsten Wladimir gepflegt.

## Auszeichnungen
- Hausorden der Wendischen Krone, Ritter (13. Dezember 1893)[1]

## Werke
- Die ethische Philosophie des Utilitarismus. Eine historisch-kritische Forschung. Magisterarbeit. Sankt Petersburg 1879.
- Die gegenwärtige Entwicklung und Bedeutung des Utilitarismus. Sankt Petersburg 1880.
- Fragen an Mütter und Kinder. Sankt Petersburg 1881.
- Bibliographische Anmerkungen. Zwanzig Reden aus der Lehrpraxis des Griechischlehrers N. Korsunksi. „Zerkowny Westnik“ Nr. 7, 1882.
- Grundlage der Pädagogik. Sankt Petersburg 1885.
- Der internationale Kongreß der Altkatholiken. 1890.
- Die göttlichen Liturgien. Berlin 1890.
- Die Nachtwache oder Abend- und Morgengottesdienst der Orthodox-Katholischen Kirche des Morgenlandes. Berlin 1892. ND 2005
- Auf den Weg (W dobry put'). Auslandskalender. Berlin 1892.
- Der zweite internationale Altkatholiken-Kongreß in Luzern. „Nowoje wremja“. 1892.
- Die Russische Kirche nach Darstellung eines römisch-katholischen Schriftstellers. „Christianskoje Tschtenije“. 1894.
- Dogmatische Erläuterungen zur Einführung in das Verständnis der orientalisch-katholischen Anschauungen in ihrem Verhältnis zu römischen und protestantischen Anschauungen. Berlin 1894.
- Die Liturgien der Orthodox-Katholischen Kirche des Morgenlandes unter Berücksichtigung des bischöflichen Ritus nebst einer historisch-vergleichenden Betrachtung der hauptsächlichsten Liturgien des Orients und Occidents (Liturgikon). Berlin 1894. 3. Auflage Berlin 1902, ND 2005
- Der Große Büß-Kanon. Berlin 1894.
- Andachtsbuch der Orthodox-Katholischen Kirche des Morgenlandes. Berlin 1895. ND 2005
- Die heilige Krönung. Berlin 1896.
- Bitt-, Dank- und Weihe-Gottesdienste der Orthodox-Katholischen Kirche des Morgenlandes. Berlin 1897. ND 2005
- Die Sacramente der Orthodox-Katholischen Kirche des Morgenlandes. Berlin 1898. ND 2005
- Begräbniss-Ritus und einige specielle und alterthümliche Gottesdienste der Orthodox-Katholischen Kirche des Morgenlandes. Berlin 1898. ND 2005
- Fasten- und Blumen-Triodion nebst den Sonntagsliedern des Oktoichos der Orthodox-Katholischen Kirche des Morgenlandes:slavisch und deutsch unter Berücksichtigung des griechischen Originales. Berlin 1899 Digitalisat
- Der Altkatholizismus und die Orthodoxie. „Zerkownye Wedomosti“ Nr. 42. 1898.
- Menologion der Orthodox-Katholischen Kirche des Morgenlandes. I. Theil (September–Februar). Berlin 1900. ND 2005
- Menologion der Orthodox-Katholischen Kirche des Morgenlandes. Theil II (März–August). Berlin 1903. ND 2009
- Oktoechos oder Parakletike der Orthodox-Katholischen Kirche des Morgenlandes. I. Theil (Ton I-IV). Berlin 1903. ND 2009
- Die Liturgien der Orthodox-Katholischen Kirche des Morgenlandes unter Berücksichtigung des bischöflichen Ritus nebst einer historisch-vergleichenden Betrachtung der hauptsächlichsten Liturgien des Orients und Occidents. (Liturgikon) 3. Aufl. Berlin 1902. ND 2005
- Deutschland in kirchlich-religiöser Hinsicht mit Beschreibung der orthodoxen russischen Kirchen. Sankt Petersburg 1903.
- Oktoechos oder Parakletike der Orthodox-Katholischen Kirche des Morgenlandes. Theil II (Ton V-VIII). Berlin 1904. ND 2009
- Aus der Vergangenheit orthodoxer russischer Kirchen Berlins. Sankt Petersburg 1905.
- Zum 15-jährigen Jubiläum der Bruderschaft des hl. Fürsten Wladimir. Berlin 1906.
- Berliner Bruderschafts-Jahrbuch. Sankt Petersburg 1906.
- Über die theologische Bildung in Deutschland, England und Amerika. Sankt Petersburg 1906.
- Die Innere Mission. Protokolle der Kommission zur Vorbereitung des Konzils. Sankt Petersburg 1906.
- Berliner Bruderschafts-Jahrbuch. Berlin 1911.
- Die Göttlichen Liturgien. Berlin 1911.
- Die kirchliche Wahrheit (Zerkownaja Prawda) (Zeitschrift), № 1-24, Berlin 1913.
- Die kirchliche Wahrheit (Zerkownaja Prawda) (Zeitschrift), № 25-39, Berlin 1914.

11 Bände mit liturgischen Texten erschienen 2005 und 2009 im Neudruck.